# Odprto prvenstvo ZDA 2020
Odprto prvenstvo ZDA 2020 je teniški turnir za Grand Slam, ki je med 31. avgustom in 13. septembrom 2020 potekal v New Yorku.

## Moški posamično
- Dominic Thiem :  Alexander Zverev, 2–6, 4–6, 6–4, 6–3, 7–6(8–6)

## Ženske posamično
- Naomi Osaka  :  Viktorija Azarenka, 1–6, 6–3, 6–3

## Moške dvojice
- Mate Pavić /  Bruno Soares ;  Wesley Koolhof /  Nikola Mektić, 7–5, 6–3

## Ženske dvojice
- Laura Siegemund /  Vera Zvonarjova :  Nicole Melichar /  Xu Yifan, 6–4, 6–4

## Mešane dvojice
odpovedano zaradi pandemije koronavirusne bolezni 2019